# Salsa de ciruela
La salsa de ciruela es una salsa agridulce viscosa de color marrón claro. Se emplea en la cocina china como salsa para mojar para platos fritos, como son los rollitos de primavera, los de huevo, los fideos y las bolas de pollo, así como el pato asado. 
Se hace con ciruelas dulces u otras frutas como melocotones o albaricoques, además de con azúcar, vinagre, jengibre y guindilla.